# Донецьке музичне училище
Донецьке музичне училище — один з найстаріших музичних навчальних закладів Східної України.

## Історія
Донецьке музичне училище засноване постановою Донецької обласної ради в 1935 році. Становлення і розвиток Донецького музичного училища пов'язане з іменами відомих викладачів: Шепелевського А. М., Гуровича Е. І., Едельштейна Г. М., Полубоярова І. І., Ривкіна М. А., Панаєвої Е. Н., Бродського Н. М., Миргородського І. Г., Солохи С. 3., Варламова С. С., Сидоренка В. В., Степановського Л. І., Казакова М. П., Кочуєва І. А., Дніпровського Л. Ф., Каплінської О. І., Константінова Б. І., Цешковського А. А., Векслера Б. І., Шполянського Л. С, Вакар Н. С., Шевченка М. К. та багатьох інших. З 1956 року тут працював викладачем Водовозов А. Ф., за допомогою якого відкрився композиторський відділ та факультатив для занять з композиторами-початківцями.
Станом на 2010 рік Донецьке музичне училище мало 114 штатних викладачів, серед яких: 2 заслужених діяча мистецтв України, 2 заслужених артиста України, 2 заслужених працівника культури України, 4 відмінники освіти, 15 викладачів-методистів, 14 старших викладачів, 14 лауреатів та дипломантів міжнародних конкурсів. В училищі навчалось понад 300 студентів, які навчаються за фахом Музичне мистецтво з 8 спеціалізацій: Фортепіано, Оркестрові струнні інструменти, Оркестрові духові та ударні інструменти, Народні інструменти, Спів, Хорове диригування, Теорія музики, Музичне мистецтво естради.

## Сучасність
З окупацією Донецька терористами ДНР музичне училище перейшло у підпорядкування структурі під назвою «Міністерство культури ДНР». Відповідне рішення було оформлене терористами як Постанову ради міністрів ДНР від 12.03.2015 «Про передачу вищих навчальних закладів культури і мистецтв I—IV рівня акредитації і Донецької спеціалізованої музичної школи інтернату для обдарованих дітей до сфери управління Міністерства культури Донецької народної республіки» У 2016 навчальний заклад отримав відповідне «Свідоцтво», в якому іменувався як «Донецький музичний коледж» імені Прокоф'єва. Структура закладу не зазнала суттєвих змін. Директор закладу (станом на 2017) — Куслін Олександр Васильович.

## Відомі випускники училища
- Народні артисти України: Землянський В., Кочур П., Янкевич О., Самофалов В. М.;
- Народні артисти Росії: Правілов О., Шемчук Л., Зирянова Л., Гавва В.;
- Заслужені артисти України:' Колесников В. В., Ткаченко A., Цапко С, Соколова В., Хомутов В., Джамагорцян А., Зуєва Н.;
- Заслужені артисти Росії: Перови С. і В., Бобриньова Р., Ненадовський О. Конончук О.;
- Заслужена артистка Молдови: Ганзел Б.;
- Заслужені діячі мистецтв України: Стасевич В., Кукузенко Ю., Шух М., В'язовський В. Є.;
- Заслужені працівники культури України: Крат В., Бабаліков С.Ж;